# Montflours

Montflours este o comună în departamentul Mayenne, Franța. În 2009 avea o populație de 234 de locuitori.